# Liste der Einträge im National Register of Historic Places in Wakefield (Massachusetts)

Lage des Middlesex County in Massachusetts

Die Liste der Einträge im National Register of Historic Places in Wakefield in Massachusetts führt alle Bauwerke, National Historic Landmarks und Historic Districts in Wakefield auf, die in das National Register of Historic Places aufgenommen wurden.
Die vorliegende Liste wurde aufgrund der Vielzahl an Einträgen in Wakefield ausgelagert und ist integraler Bestandteil der Liste der Einträge im National Register of Historic Places im Middlesex County.

## Legende
| NRHP | Historic Place    |
| HD   | Historic District |

## Aktuelle Einträge
| [ 2 ] | Name                                       | Bild                                       | Eintragsdatum                 | Lage                                                 | Ort       | Beschreibung                                         |
| ----- | ------------------------------------------ | ------------------------------------------ | ----------------------------- | ---------------------------------------------------- | --------- | ---------------------------------------------------- |
| 1     | Beacon Street Tomb                         | Beacon Street Tomb                         | 6. Juli 1989 ID-Nr. 89000714  | Beacon St. 42° 30′ 34,9″ N, 71° 4′ 50,2″ W           | Wakefield |                                                      |
| 2     | Beebe Homestead                            | Beebe Homestead                            | 6. Juli 1989 ID-Nr. 89000667  | 142 Main St. 42° 31′ 0,8″ N, 71° 4′ 27,8″ W          | Wakefield |                                                      |
| 3     | E. Boardman House                          | E. Boardman House                          | 6. Juli 1989 ID-Nr. 89000686  | 34 Salem St. 42° 30′ 31″ N, 71° 4′ 7″ W              | Wakefield |                                                      |
| 4     | Elizabeth Boit House                       | Elizabeth Boit House                       | 6. Juli 1989 ID-Nr. 89000720  | 127 Chestnut St. 42° 30′ 11,2″ N, 71° 5′ 11″ W       | Wakefield |                                                      |
| 5     | Breakheart Reservation Parkways            | Breakheart Reservation Parkways            | 11. Aug. 2003 ID-Nr. 03000748 | 42° 29′ 15″ N, 71° 2′ 4,9″ W                         | Wakefield | Erstreckt sich bis nach Saugus.                      |
| 6     | Buildings at 35-37 Richardson Avenue       | Buildings at 35-37 Richardson Avenue       | 6. Juli 1989 ID-Nr. 89000710  | 35-37 Richardson Ave. 42° 30′ 7,9″ N, 71° 4′ 23,9″ W | Wakefield |                                                      |
| 7     | Building at 38-48 Richardson Avenue        | Building at 38-48 Richardson Avenue        | 6. Juli 1989 ID-Nr. 89000709  | 38-48 Richardson Ave. 42° 30′ 5″ N, 71° 4′ 30″ W     | Wakefield |                                                      |
| 8     | Center Depot                               | Center Depot                               | 6. Juli 1989 ID-Nr. 89000693  | 57 Water St. 42° 30′ 9″ N, 71° 4′ 5,2″ W             | Wakefield |                                                      |
| 9     | Church-Lafayette Streets Historic District | Church-Lafayette Streets Historic District | 6. Juli 1989 ID-Nr. 89000757  | 42° 30′ 20,2″ N, 71° 4′ 37,6″ W                      | Wakefield |                                                      |
| 10    | Common District                            | Common District                            | 2. März 1990 ID-Nr. 89000754  | 42° 30′ 23″ N, 71° 4′ 23,2″ W                        | Wakefield |                                                      |
| 11    | Jonas Cowdry House                         | Jonas Cowdry House                         | 6. Juli 1989 ID-Nr. 89000739  | 61 Prospect St. 42° 30′ 18″ N, 71° 5′ 8,2″ W         | Wakefield |                                                      |
| 12    | Nathaniel Cowdry House                     | Nathaniel Cowdry House                     | 6. Juli 1989 ID-Nr. 89000738  | 71 Prospect St. 42° 30′ 16,9″ N, 71° 5′ 10″ W        | Wakefield |                                                      |
| 13    | Emerson-Franklin Poole House               | Emerson-Franklin Poole House               | 6. Juli 1989 ID-Nr. 89000685  | 23 Salem St. 42° 30′ 31″ N, 71° 4′ 9,8″ W            | Wakefield |                                                      |
| 14    | Flanley’s Block                            | Flanley’s Block                            | 6. Juli 1989 ID-Nr. 89000729  | 349-353 Main St. 42° 30′ 15,8″ N, 71° 4′ 18,8″ W     | Wakefield |                                                      |
| 15    | Captain Goodwin-James Custis House         | Captain Goodwin-James Custis House         | 2. März 1990 ID-Nr. 89000744  | 1 Elm St. 42° 30′ 20,9″ N, 71° 4′ 52″ W              | Wakefield |                                                      |
| 16    | Samuel Gould House                         | Samuel Gould House                         | 6. Juli 1989 ID-Nr. 89000704  | 48 Meriam St. 42° 29′ 10″ N, 71° 4′ 12″ W            | Wakefield |                                                      |
| 17    | Green House                                | Green House                                | 9. März 1990 ID-Nr. 90000185  | 391 Vernon St. 42° 31′ 22,8″ N, 71° 3′ 52,9″ W       | Wakefield | Doppeleintrag zu Capt. William Green House (Nr. 18). |
| 18    | Capt. William Green House                  | Capt. William Green House                  | 6. Juli 1989 ID-Nr. 89000672  | 391 Vernon St. 42° 31′ 22,8″ N, 71° 3′ 52,9″ W       | Wakefield | Doppeleintrag zu Nr. 17.                             |
| 19    | Deacon Daniel Green House                  | Deacon Daniel Green House                  | 6. Juli 1989 ID-Nr. 89000706  | 747 Main St. 42° 29′ 29″ N, 71° 4′ 9,8″ W            | Wakefield |                                                      |
| 20    | Greenwood Union Church                     | Greenwood Union Church                     | 6. Juli 1989 ID-Nr. 89000697  | 42° 28′ 57″ N, 71° 4′ 0,1″ W                         | Wakefield |                                                      |
| 21    | House at 18A and 20 Aborn Street           | House at 18A and 20 Aborn Street           | 6. Juli 1989 ID-Nr. 89000676  | 18A und 20 Aborn St. 42° 30′ 45″ N, 71° 4′ 19,9″ W   | Wakefield |                                                      |
| 22    | House at 6 Adams Street                    | House at 6 Adams Street                    | 6. Juli 1989 ID-Nr. 89000721  | 6 Adams St. 42° 30′ 6,8″ N, 71° 5′ 12,8″ W           | Wakefield |                                                      |
| 23    | House at 380 Albion Street                 | House at 380 Albion Street                 | 6. Juli 1989 ID-Nr. 89000711  | 380 Albion St. 42° 29′ 31,9″ N, 71° 5′ 8,2″ W        | Wakefield |                                                      |
| 24    | House at 23 Avon Street                    | House at 23 Avon Street                    | 6. Juli 1989 ID-Nr. 89000730  | 23 Avon St. 42° 30′ 15,1″ N, 71° 4′ 26″ W            | Wakefield |                                                      |
| 25    | House at 25 Avon Street                    | House at 25 Avon Street                    | 6. Juli 1989 ID-Nr. 89000731  | 25 Avon St. 42° 30′ 15,1″ N, 71° 4′ 28,9″ W          | Wakefield |                                                      |
| 26    | House at 5 Bennett Street                  | House at 5 Bennett Street                  | 6. Juli 1989 ID-Nr. 89000698  | 5 Bennett St. 42° 29′ 58,9″ N, 71° 4′ 9,8″ W         | Wakefield |                                                      |
| 27    | House at 15 Chestnut Street                | House at 15 Chestnut Street                | 6. Juli 1989 ID-Nr. 89000726  | 15 Chestnut St. 42° 30′ 13″ N, 71° 4′ 26″ W          | Wakefield |                                                      |
| 28    | House at 21 Chestnut Street                | House at 21 Chestnut Street                | 6. Juli 1989 ID-Nr. 89000727  | 21 Chestnut St. 42° 30′ 11,9″ N, 71° 4′ 28,9″ W      | Wakefield |                                                      |
| 29    | House at 95 Chestnut Street                | House at 95 Chestnut Street                | 6. Juli 1989 ID-Nr. 89000725  | 95 Chestnut St. 42° 30′ 6,1″ N, 71° 4′ 59,9″ W       | Wakefield |                                                      |
| 30    | House at 39 Converse Street                | House at 39 Converse Street                | 6. Juli 1989 ID-Nr. 89000718  | 39 Converse St. 42° 29′ 58,9″ N, 71° 5′ 8,9″ W       | Wakefield |                                                      |
| 31    | House at 28 Cordis Street                  | House at 28 Cordis Street                  | 6. Juli 1989 ID-Nr. 89000675  | 28 Cordis St. 42° 30′ 55,1″ N, 71° 4′ 18,8″ W        | Wakefield |                                                      |
| 32    | House at 40 Crescent Street                | House at 40 Crescent Street                | 6. Juli 1989 ID-Nr. 89000691  | 40 Crescent St. 42° 30′ 13″ N, 71° 4′ 8″ W           | Wakefield |                                                      |
| 33    | House at 26 Francis Avenue                 | House at 26 Francis Avenue                 | 6. Juli 1989 ID-Nr. 89000701  | 26 Francis Ave. 42° 28′ 59,9″ N, 71° 3′ 46,1″ W      | Wakefield |                                                      |
| 34    | House at 118 Greenwood Street              | House at 118 Greenwood Street              | 6. Juli 1989 ID-Nr. 89000702  | 118 Greenwood St. 42° 28′ 27,8″ N, 71° 4′ 12″ W      | Wakefield |                                                      |
| 35    | House at 20 Hancock Road                   | House at 20 Hancock Road                   | 6. Juli 1989 ID-Nr. 89000671  | 20 Hancock Rd. 42° 31′ 5,2″ N, 71° 4′ 25″ W          | Wakefield |                                                      |
| 36    | House at 42 Hopkins Street                 | House at 42 Hopkins Street                 | 6. Juli 1989 ID-Nr. 89000732  | 42 Hopkins St. 42° 30′ 13″ N, 71° 5′ 48,1″ W         | Wakefield |                                                      |
| 37    | House at 15 Lawrence Avenue                | House at 15 Lawrence Avenue                | 6. Juli 1989 ID-Nr. 89000682  | 15 Lawrence Ave. 42° 30′ 37,1″ N, 71° 4′ 14,2″ W     | Wakefield |                                                      |
| 38    | House at 20 Lawrence Street                | House at 20 Lawrence Street                | 6. Juli 1989 ID-Nr. 89000680  | 20 Lawrence St. 42° 30′ 36″ N, 71° 4′ 10,9″ W        | Wakefield |                                                      |
| 39    | House at 23 Lawrence Street                | House at 23 Lawrence Street                | 6. Juli 1989 ID-Nr. 89000681  | 23 Lawrence St. 42° 30′ 40″ N, 71° 4′ 9,8″ W         | Wakefield |                                                      |
| 40    | House at 556 Lowell Street                 | House at 556 Lowell Street                 | 6. Juli 1989 ID-Nr. 89000670  | 556 Lowell St. 42° 30′ 55,1″ N, 71° 3′ 5″ W          | Wakefield |                                                      |
| 41    | House at 190 Main Street                   | House at 190 Main Street                   | 6. Juli 1989 ID-Nr. 89000666  | 190 Main St. 42° 30′ 49″ N, 71° 4′ 27,1″ W           | Wakefield |                                                      |
| 42    | House at 196 Main Street                   | House at 196 Main Street                   | 6. Juli 1989 ID-Nr. 89000668  | 196 Main St. 42° 30′ 47,2″ N, 71° 4′ 27,1″ W         | Wakefield |                                                      |
| 43    | House at 1 Morrison Avenue                 | House at 1 Morrison Avenue                 | 6. Juli 1989 ID-Nr. 89000722  | 1 Morrison Ave. 42° 30′ 2,9″ N, 71° 5′ 17,9″ W       | Wakefield |                                                      |
| 44    | House at 20 Morrison Road                  | House at 20 Morrison Road                  | 6. Juli 1989 ID-Nr. 89000724  | 20 Morrison Rd. 42° 30′ 5″ N, 71° 5′ 25,1″ W         | Wakefield |                                                      |
| 45    | House at 32 Morrison Road                  | House at 32 Morrison Road                  | 6. Juli 1989 ID-Nr. 89000723  | 32 Morrison Rd. 42° 30′ 1,1″ N, 71° 5′ 20″ W         | Wakefield |                                                      |
| 46    | House at 2 Nichols Street                  | House at 2 Nichols Street                  | 6. Juli 1989 ID-Nr. 89000740  | 2 Nichols St. 42° 30′ 20,9″ N, 71° 5′ 2″ W           | Wakefield |                                                      |
| 47    | House at 509 North Avenue                  | House at 509 North Avenue                  | 6. Juli 1989 ID-Nr. 89000746  | 509 North Ave. 42° 30′ 34,9″ N, 71° 4′ 54,1″ W       | Wakefield |                                                      |
| 48    | House at 52 Oak Street                     | House at 52 Oak Street                     | 6. Juli 1989 ID-Nr. 89000700  | 52 Oak St. 42° 29′ 9,2″ N, 71° 3′ 46,4″ W            | Wakefield |                                                      |
| 49    | House at 8 Park Street                     | House at 8 Park Street                     | 6. Juli 1989 ID-Nr. 89000689  | 8 Park St. 42° 30′ 23″ N, 71° 4′ 15,2″ W             | Wakefield |                                                      |
| 50    | House at 18 Park Street                    | House at 18 Park Street                    | 6. Juli 1989 ID-Nr. 89000690  | 18 Park St. 42° 30′ 23″ N, 71° 4′ 13,1″ W            | Wakefield |                                                      |
| 51    | House at 22 Parker Road                    | House at 22 Parker Road                    | 6. Juli 1989 ID-Nr. 89000735  | 22 Parker Rd. 42° 30′ 16,9″ N, 71° 5′ 16,1″ W        | Wakefield |                                                      |
| 52    | House at 88 Prospect Street                | House at 88 Prospect Street                | 6. Juli 1989 ID-Nr. 89000737  | 88 Prospect St. 42° 30′ 14″ N, 71° 5′ 10″ W          | Wakefield |                                                      |
| 53    | House at 90 Prospect Street                | House at 90 Prospect Street                | 6. Juli 1989 ID-Nr. 89000736  | 90 Prospect St. 42° 30′ 13″ N, 71° 5′ 11″ W          | Wakefield |                                                      |
| 54    | House at 7 Salem Street                    | House at 7 Salem Street                    | 6. Juli 1989 ID-Nr. 89000683  | 7 Salem St. 42° 30′ 30,2″ N, 71° 4′ 14,2″ W          | Wakefield |                                                      |
| 55    | House at 19-21 Salem Street                | House at 19-21 Salem Street                | 6. Juli 1989 ID-Nr. 89000684  | 19-21 Salem St. 42° 30′ 31″ N, 71° 4′ 10,9″ W        | Wakefield |                                                      |
| 56    | House at 38 Salem Street                   | House at 38 Salem Street                   | 6. Juli 1989 ID-Nr. 89000687  | 38 Salem St. 42° 30′ 32″ N, 71° 4′ 5,9″ W            | Wakefield |                                                      |
| 57    | House at 113 Salem Street                  | House at 113 Salem Street                  | 6. Juli 1989 ID-Nr. 89000688  | 113 Salem St. 42° 30′ 32,4″ N, 71° 4′ 3,7″ W         | Wakefield |                                                      |
| 58    | House at 13 Sheffield Road                 | House at 13 Sheffield Road                 | 6. Juli 1989 ID-Nr. 89000734  | 13 Sheffield Rd. 42° 30′ 11,9″ N, 71° 5′ 21,8″ W     | Wakefield |                                                      |
| 59    | House at 30 Sheffield Road                 | House at 30 Sheffield Road                 | 6. Juli 1989 ID-Nr. 89000733  | 30 Sheffield Rd. 42° 30′ 13″ N, 71° 5′ 23,6″ W       | Wakefield |                                                      |
| 60    | House at 54 Spring Street                  | House at 54 Spring Street                  | 6. Juli 1989 ID-Nr. 89000703  | 54 Spring St. 42° 28′ 31,1″ N, 71° 4′ 18,8″ W        | Wakefield |                                                      |
| 61    | House at 193 Vernon Street                 | House at 193 Vernon Street                 | 6. Juli 1989 ID-Nr. 89000674  | 193 Vernon St. 42° 30′ 41″ N, 71° 4′ 0,8″ W          | Wakefield |                                                      |
| 62    | House at 12 West Water Street              | House at 12 West Water Street              | 6. Juli 1989 ID-Nr. 89000708  | 12 W. Water St. 42° 30′ 6,8″ N, 71° 4′ 17″ W         | Wakefield |                                                      |
| 63    | House at 11 Wave Avenue                    | House at 11 Wave Avenue                    | 6. Juli 1989 ID-Nr. 89000678  | 11 Wave Ave. 42° 30′ 40″ N, 71° 4′ 14,9″ W           | Wakefield |                                                      |
| 64    | House at 15 Wave Avenue                    | House at 15 Wave Avenue                    | 6. Juli 1989 ID-Nr. 89000679  | 15 Wave Ave. 42° 30′ 40″ N, 71° 4′ 14,2″ W           | Wakefield |                                                      |
| 65    | House at 9 White Avenue                    | House at 9 White Avenue                    | 6. Juli 1989 ID-Nr. 89000677  | 9 White Ave. 42° 30′ 41″ N, 71° 4′ 18,8″ W           | Wakefield |                                                      |
| 66    | House at 28 Wiley Street                   | House at 28 Wiley Street                   | 6. Juli 1989 ID-Nr. 89000695  | 28 Wiley St. 42° 29′ 49,9″ N, 71° 2′ 49,9″ W         | Wakefield |                                                      |
| 67    | House at 1 Woodcrest Drive                 | House at 1 Woodcrest Drive                 | 6. Juli 1989 ID-Nr. 89000673  | 1 Woodcrest Dr. 42° 31′ 10,9″ N, 71° 3′ 51,1″ W      | Wakefield |                                                      |
| 68    | Item Building                              | Item Building                              | 6. Juli 1989 ID-Nr. 89000712  | 26 Albion St. 42° 30′ 11,2″ N, 71° 4′ 18,8″ W        | Wakefield |                                                      |
| 69    | Dr. Charles Jordan House                   | Dr. Charles Jordan House                   | 6. Juli 1989 ID-Nr. 89000716  | 9 Jordan Ave. 42° 29′ 55″ N, 71° 5′ 8,2″ W           | Wakefield |                                                      |
| 70    | Deacon Thomas Kendall House                | Deacon Thomas Kendall House                | 6. Juli 1989 ID-Nr. 89000742  | One Prospect St. 42° 30′ 20,2″ N, 71° 4′ 48″ W       | Wakefield |                                                      |
| 71    | Lakeside Cemetery Chapel                   | Lakeside Cemetery Chapel                   | 6. Juli 1989 ID-Nr. 89000745  | North Ave. 42° 30′ 36″ N, 71° 4′ 50,9″ W             | Wakefield |                                                      |
| 72    | Lynnwood                                   | Lynnwood                                   | 6. Juli 1989 ID-Nr. 89000705  | 5 Linden Ave. 42° 29′ 25,1″ N, 71° 4′ 19,9″ W        | Wakefield |                                                      |
| 73    | Massachusetts State Armory                 | Massachusetts State Armory                 | 6. Juli 1989 ID-Nr. 89000707  | Main St. 42° 30′ 5″ N, 71° 4′ 13,1″ W                | Wakefield |                                                      |
| 74    | Oliver House                               | Oliver House                               | 15. Apr. 2014 ID-Nr. 14000157 | 58 Oak Street 42° 29′ 10″ N, 71° 3′ 44,3″ W          | Wakefield |                                                      |
| 75    | Dr. S. O. Richardson House                 | Dr. S. O. Richardson House                 | 6. Juli 1989 ID-Nr. 89000696  | 694 Main St. 42° 29′ 43,1″ N, 71° 4′ 9,1″ W          | Wakefield |                                                      |
| 76    | Dr. Thomas Simpson House                   | Dr. Thomas Simpson House                   | 6. Juli 1989 ID-Nr. 89000665  | 114 Main St. 42° 31′ 5,9″ N, 71° 4′ 35″ W            | Wakefield |                                                      |
| 77    | South Reading Academy                      | South Reading Academy                      | 6. Juli 1989 ID-Nr. 89000713  | 7 Foster St. 42° 30′ 11,2″ N, 71° 4′ 18,8″ W         | Wakefield |                                                      |
| 78    | St. Joseph’s School                        | St. Joseph’s School                        | 6. Juli 1989 ID-Nr. 89000749  | 15 Gould St. 42° 30′ 2,2″ N, 71° 4′ 45,1″ W          | Wakefield |                                                      |
| 79    | William Stimpson House                     | William Stimpson House                     | 6. Juli 1989 ID-Nr. 89000741  | 22 Prospect St. 42° 30′ 20,2″ N, 71° 4′ 52″ W        | Wakefield |                                                      |
| 80    | Daniel Sweetser House                      | Daniel Sweetser House                      | 6. Juli 1989 ID-Nr. 89000669  | 458 Lowell St. 42° 31′ 0,1″ N, 71° 3′ 32″ W          | Wakefield |                                                      |
| 81    | Michael Sweetser House                     | Michael Sweetser House                     | 6. Juli 1989 ID-Nr. 89000699  | 15 Nahant St. 42° 29′ 51,7″ N, 71° 4′ 7,7″ W         | Wakefield |                                                      |
| 82    | Temple Israel Cemetery                     | Temple Israel Cemetery                     | 6. Juli 1989 ID-Nr. 89000753  | North Ave. 42° 30′ 33,1″ N, 71° 4′ 49,1″ W           | Wakefield |                                                      |
| 83    | D. Horace Tilton House                     | D. Horace Tilton House                     | 6. Juli 1989 ID-Nr. 89000715  | 379 Albion St. 42° 29′ 34,1″ N, 71° 5′ 8,9″ W        | Wakefield |                                                      |
| 84    | US Post Office-Wakefield Main              | US Post Office-Wakefield Main              | 19. Okt. 1987 ID-Nr. 86003439 | 321 Main St. 42° 30′ 17,6″ N, 71° 4′ 19,2″ W         | Wakefield |                                                      |
| 85    | Wakefield Park                             | Wakefield Park                             | 2. März 1990 ID-Nr. 89000755  | 42° 30′ 2,9″ N, 71° 5′ 5″ W                          | Wakefield |                                                      |
| 86    | Wakefield Rattan Co.                       |                                            | 6. Juli 1989 ID-Nr. 89000692  | 134 Water St. 42° 30′ 11,2″ N, 71° 3′ 59″ W          | Wakefield | Nicht mehr existent.                                 |
| 87    | Wakefield Trust Company                    | Wakefield Trust Company                    | 6. Juli 1989 ID-Nr. 89000728  | 371 Main St. 42° 30′ 14″ N, 71° 4′ 17″ W             | Wakefield |                                                      |
| 88    | Wakefield Upper Depot                      | Wakefield Upper Depot                      | 6. Juli 1989 ID-Nr. 89000719  | 27-29 Tuttle St. 42° 30′ 6,8″ N, 71° 4′ 35″ W        | Wakefield |                                                      |
| 89    | H.M. Warren School                         | H.M. Warren School                         | 6. Juli 1989 ID-Nr. 89000750  | 30 Converse St. 42° 29′ 57,1″ N, 71° 5′ 4,9″ W       | Wakefield |                                                      |
| 90    | West Ward School                           | West Ward School                           | 6. Juli 1989 ID-Nr. 89000748  | 39 Prospect St. 42° 30′ 20,9″ N, 71° 4′ 59,2″ W      | Wakefield |                                                      |
| 91    | Suell Winn House                           | Suell Winn House                           | 6. Juli 1989 ID-Nr. 89000743  | 72-74 Elm St. 42° 30′ 32,8″ N, 71° 5′ 3,8″ W         | Wakefield |                                                      |
| 92    | Charles Winship House                      | Charles Winship House                      | 6. Juli 1989 ID-Nr. 89000717  | 13 Mansion Rd. 42° 29′ 51″ N, 71° 5′ 10″ W           | Wakefield | nicht mehr existent                                  |
| 93    | Woodville School                           |                                            | 6. Juli 1989 ID-Nr. 89000694  | Farm St. 42° 29′ 52,1″ N, 71° 3′ 4″ W                | Wakefield | Nicht mehr existent.                                 |
| 94    | Woodward Homestead                         | Woodward Homestead                         | 6. Juli 1989 ID-Nr. 89000747  | 17 Main St. 42° 31′ 27,1″ N, 71° 4′ 45,8″ W          | Wakefield |                                                      |
| 95    | Yale Avenue Historic District              | Yale Avenue Historic District              | 6. Juli 1989 ID-Nr. 89000756  | 16-25 Yale Ave. 42° 30′ 17,6″ N, 71° 4′ 24,6″ W      | Wakefield |                                                      |